# پارک هستیواش
پارک هُستیواش (به چکی: Lesopark Hostivař) در جنوب غربی شهر پراگ قرار دارد. این پارک توسط سد دریاچه هستیواشکا به دو بخش تقسیم شده‌است. پارک هستیواش یک جنگل دست‌ساز طبیعی است که پس از ایجاد شدن سد دریاچه هستیواشکا ایجاد شد. کل مساحت این پارک ۱۱۴ هکتار می‌باشد.

## جاذبه‌های پارک
- باغ ژیمناستیک
- زمین بازی
- میخانه‌ها
- باغ وحش هستیواش
- مرکز پرورش کودکان
- زمین تنیس هستیواش
- دریاچه هستیواشکا
- پلاژ برهنگی هستیواش